# Lough Sheelin
Lough Sheelin (irsky Loch Síleann) je sladkovodní jezero ve středním Irsku. Vlévá se do něj řeka Inny a patří do povodí řeky Shannon.

## Geografie a geologie
Lough Sheelin se nachází mezi hrabstvím Westmeath, Meath, Cavan a Longford poblíž vesnic Finnea, Mountnugent a města Granard. Více než polovina jezera leží v hrabství Cavan.
Jezero leží na toku řeky Inny, hlavního přítoku řeky Shannon kousek proti proudu od Lough Kinale. Tento přítok je někdy nazývaný též jako Upper Inny nebo Ross River, a odtok jako Lower Inny. Jezero je také napájeno menšími vodními toky.
Jezero je 7 km dlouhé a jeho rozloha činí okolo 1855 až 1900 hektarů. Geologický podklad jezera tvoří vápenec, stejně jako u Upper Inny, zatímco některé jiné přítoky mají podklad z křemence.

## Fauna a flóra
V jezeře se nacházejí pstruzi, jejichž počty ještě před druhou polovinou 20. století činily okolo 100 000 až 120 000 jedinců. Intenzivní obohacování okolní zemědělské půdy průmyslovými hnojivy (zejména fosforečnými) ale vedlo k podstatnému poklesu počtu pstruhů během druhé poloviny 20. a na počátku 21. století. Státní agentura Inland Fisheries Ireland od počátku třetího tisíciletí monitoruje kvalitu vody, a ve spolupráci s místními organizacemi provádí zarybňování jezera uměle odchovanými pstruhy. 
V jezeře se také hojně vyskytuje plotice obecná, dále zde žije koljuška tříostná a devítiostná, štiky, okouni a úhoři. Kromě toho se zde usídlily invazivní slávičky mnohotvárné, které byly v Lough Sheelin poprvé objeveny v roce 2000 a poté došlo k obrovskému nárůstu jejich populace.

## Ochrana
Jezero je dle směrnice EU zvláště chráněnou oblastí kvůli své důležitosti pro zimující vodní ptáky jako jsou například potápky roháči, poláci velcí, poláci chocholačky a hoholové.

## V populární kultuře
O Lough Sheelin se zpívá v písni „Lough Sheelin Eviction“, kterou zpopularizovala irská hudební skupina Wolfe Tones. Píseň je údajně inspirována vystěhováním více než 700 místních obyvatel v roce 1848.